# Paulus Constantijn la Fargue
Paulus Constantijn la Fargue, également connu sous le nom de Constantine Paul Lafargue, baptisé le 5 janvier 1729 à La Haye et mort le 10 juin 1782 dans la même ville, est un peintre, graveur et dessinateur néerlandais.

## Biographie
Paulus Constantijn la Fargue est baptisé le 5 janvier 1729. Il naît dans une famille d'artistes. Ses frères et sœurs Karel, Maria Margaretha, Jacob Elias (1738-1771) et Isaac Louis Karel (1738-1793) sont tous peintres. En 1768, il est enregistré comme membre de la Royal Academy of Art de La Haye.
Paul Constantine la Fargue est le membre le plus talentueux et le plus productif de la famille des artistes La Fargue de La Haye, spécialisés en vues topographiques. Probablement entièrement autodidacte, il se consacre d'abord à la fabrication de kamerbehangsels (tentures murales peintes), dont certaines sont  commandées par le marchand d'art de La Haye Gerard Hoet. En 1761, il intégra la confrérie Pictura et, en 1768, il fut mentionné comme élève de l’Académie de La Haye. Très vite, il se spécialise dans la peinture, le dessin et la gravure de paysages urbains et de paysages avec des éléments topographiques. Les esquisses qu'il réalise sur place constituent la matière première sur laquelle lui et ses jeunes frères Jacob Elias et Karel fondent leurs peintures et dessins plus élaborés, parfois après une période de plus de dix ans. Le travail topographique de La Fargue des années 1760 fait entrer Rotterdam et La Haye dans l'histoire. Au cours des années 1770, des vues de Delft, de Leyde, de Haarlem et d'Amsterdam sont ajoutées. Ses tableaux, de format relativement petit et clairement influencés par des peintres du XVIIe siècle comme Jan van der Heyden sont quelque peu statiques, bien que ses dessins plus spontanés montrent une plus grande originalité. Les représentations de La Fargue sont assez fiables du point de vue topographique, vivantes en couleurs et remplies de charmantes petites figures qui créent de la variété. En plus des paysages urbains, il est connu pour avoir représenté des événements réels, des portraits et des scènes de genre. Il illustre également plusieurs almanachs et livres. Même si, au début de sa carrière, cet artiste peut compter parmi ses mécènes des ambassadeurs français et anglais, sa vie n'est facile et son succès reste limité. Lui et ses frères et sœurs sont continuellement perturbés par des problèmes financiers. La Fargue, qui appartient au groupe des artistes topographes les plus accomplis de la seconde moitié du XVIIIe siècle des Pays-Bas, tire néanmoins son importance principalement de la valeur documentaire de son œuvre.

## Œuvres
Les Archives municipales de La Haye détiennent 160 exemples de son travail, de loin la plus grande collection (lien ci-dessous).

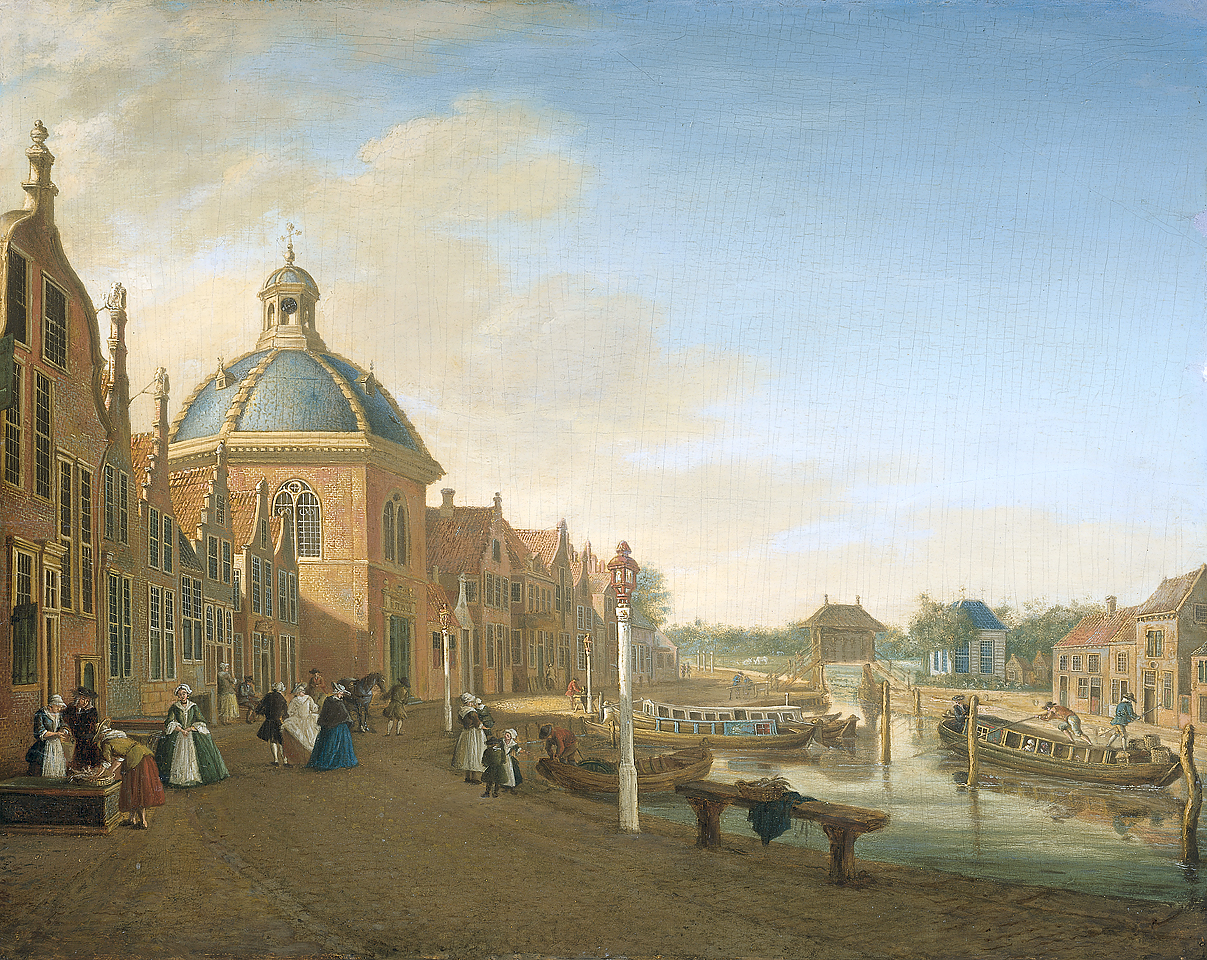
La Barge de canal entre La Haye et Leiden à Leidschendam de Paulus Constantijn la Fargue, Rijksmuseum Twenthe, 1756.
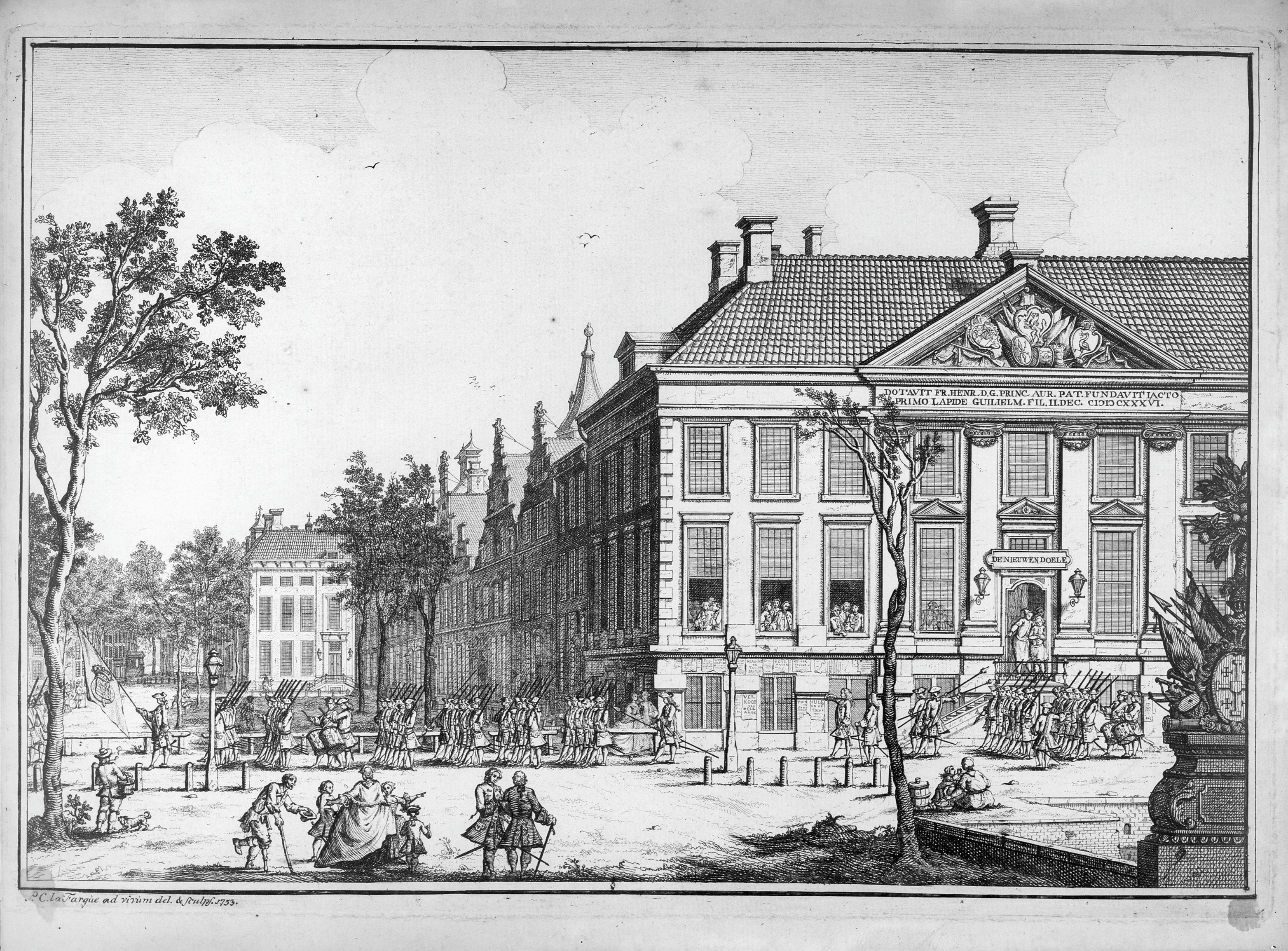
Gravure de La Haye vers 1753.
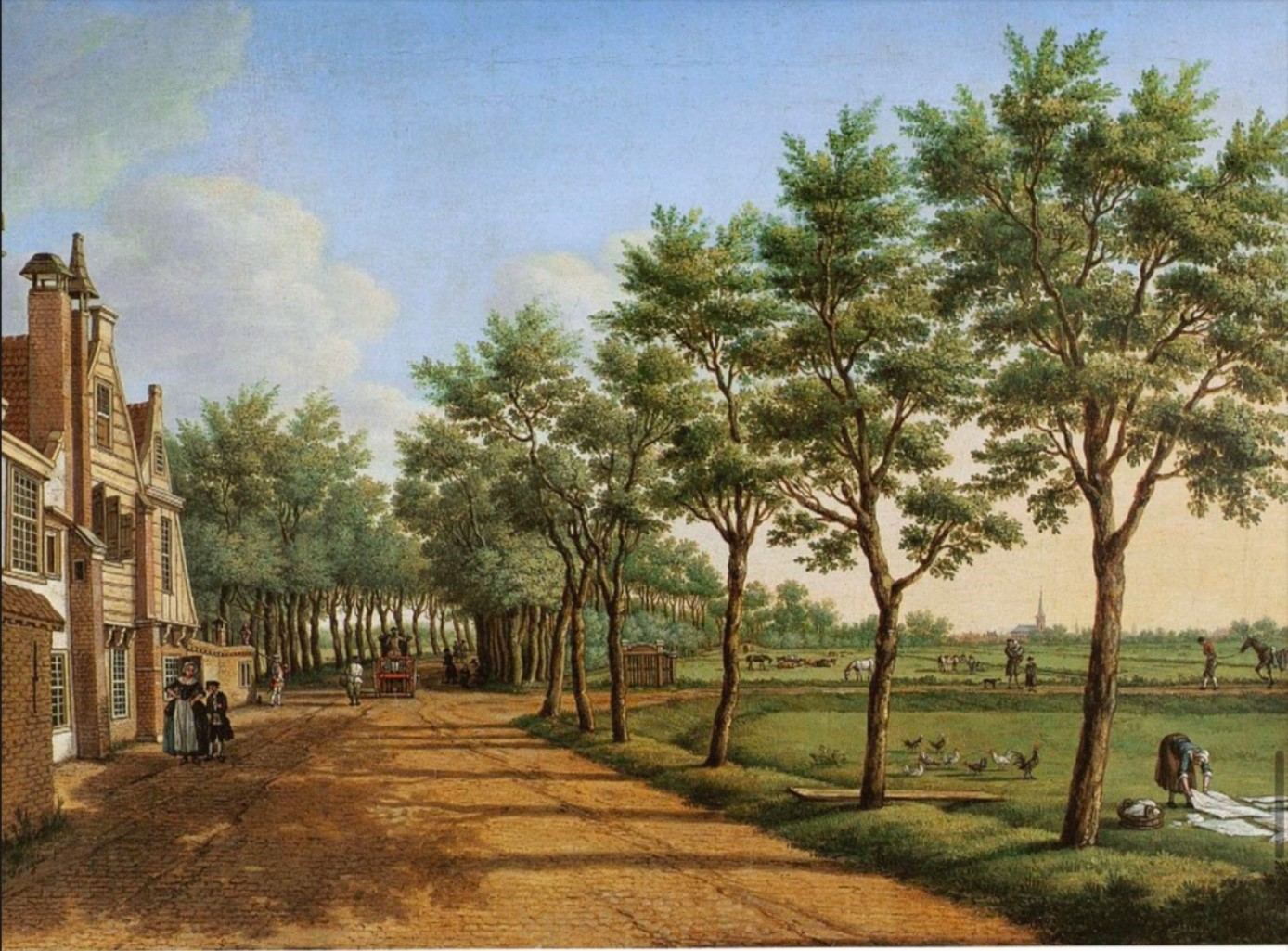
Paulus Constantijn la Fargue, La Haye, le chemin menant à Rijswijk, 1751-1800, huile sur toile, 37,5 x 53 cm, musée des Augustins de Toulouse.
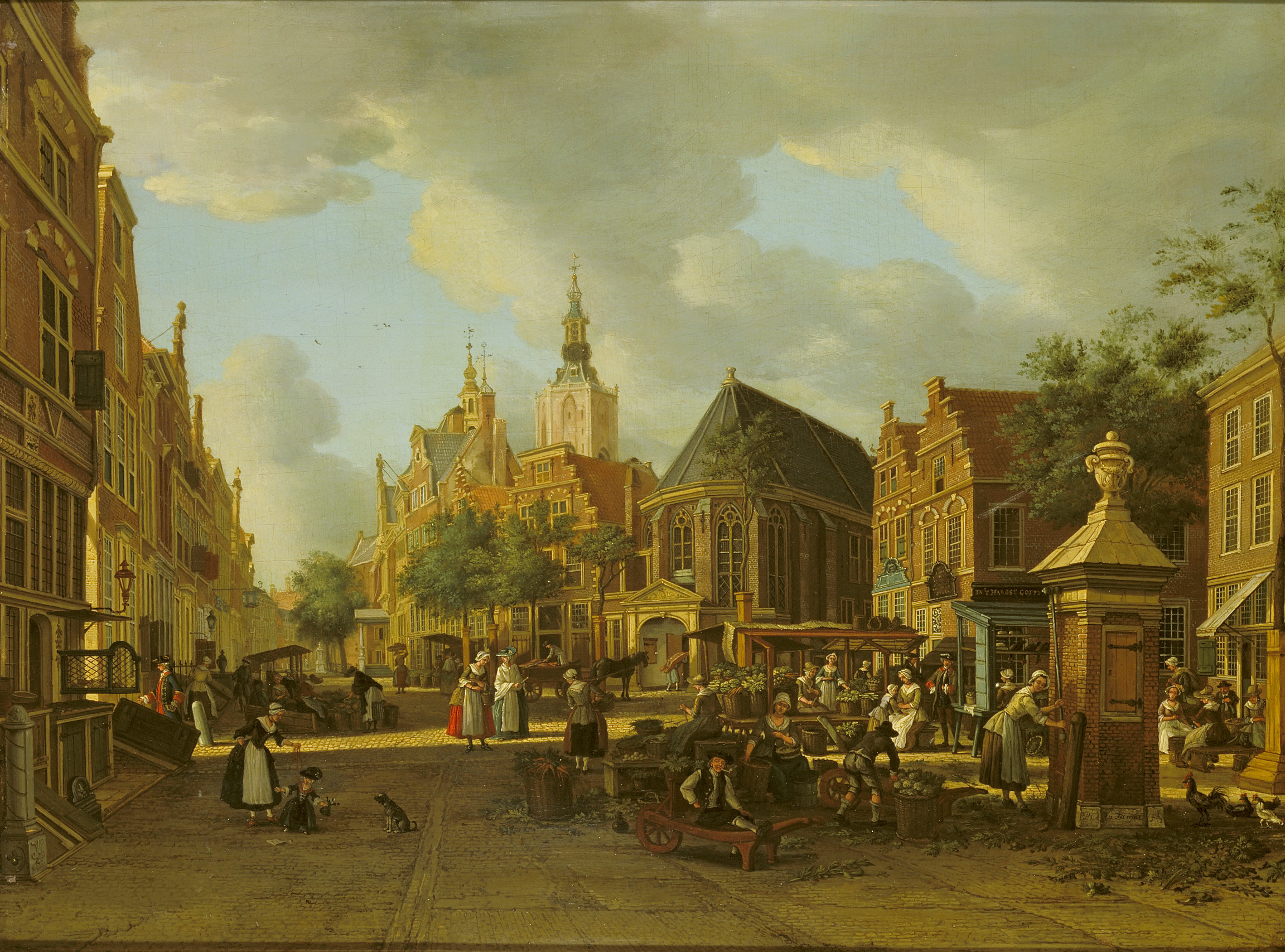
Le Marché Groen (vert), La Haye vue vers l’ouest. vers 1765.
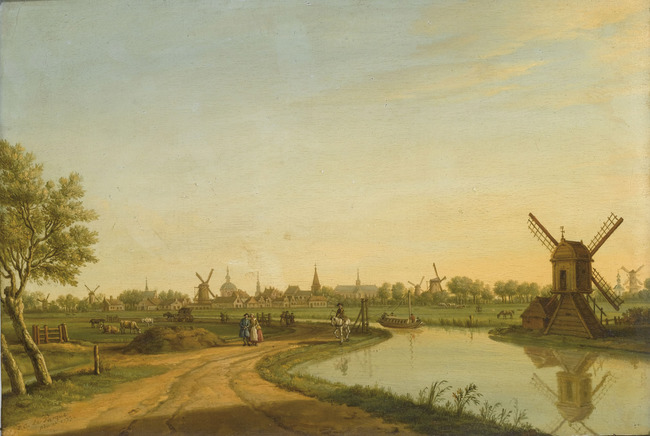
Vue de Lieden datée de 1773, image de l'Institut néerlandais d'histoire de l'art ou RKD
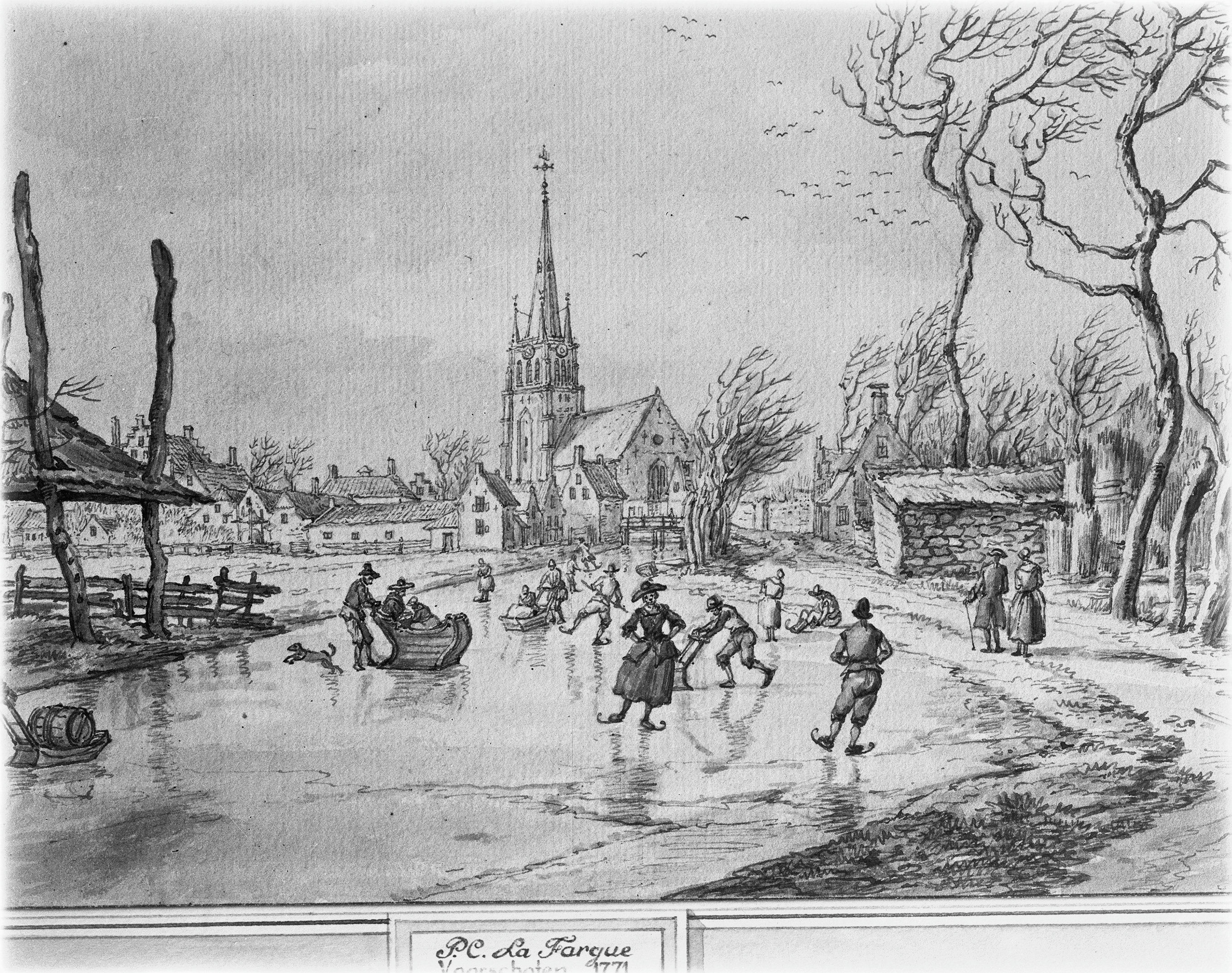
Dessin Patinage à Voorschoten SO de Leiden vers 1782.
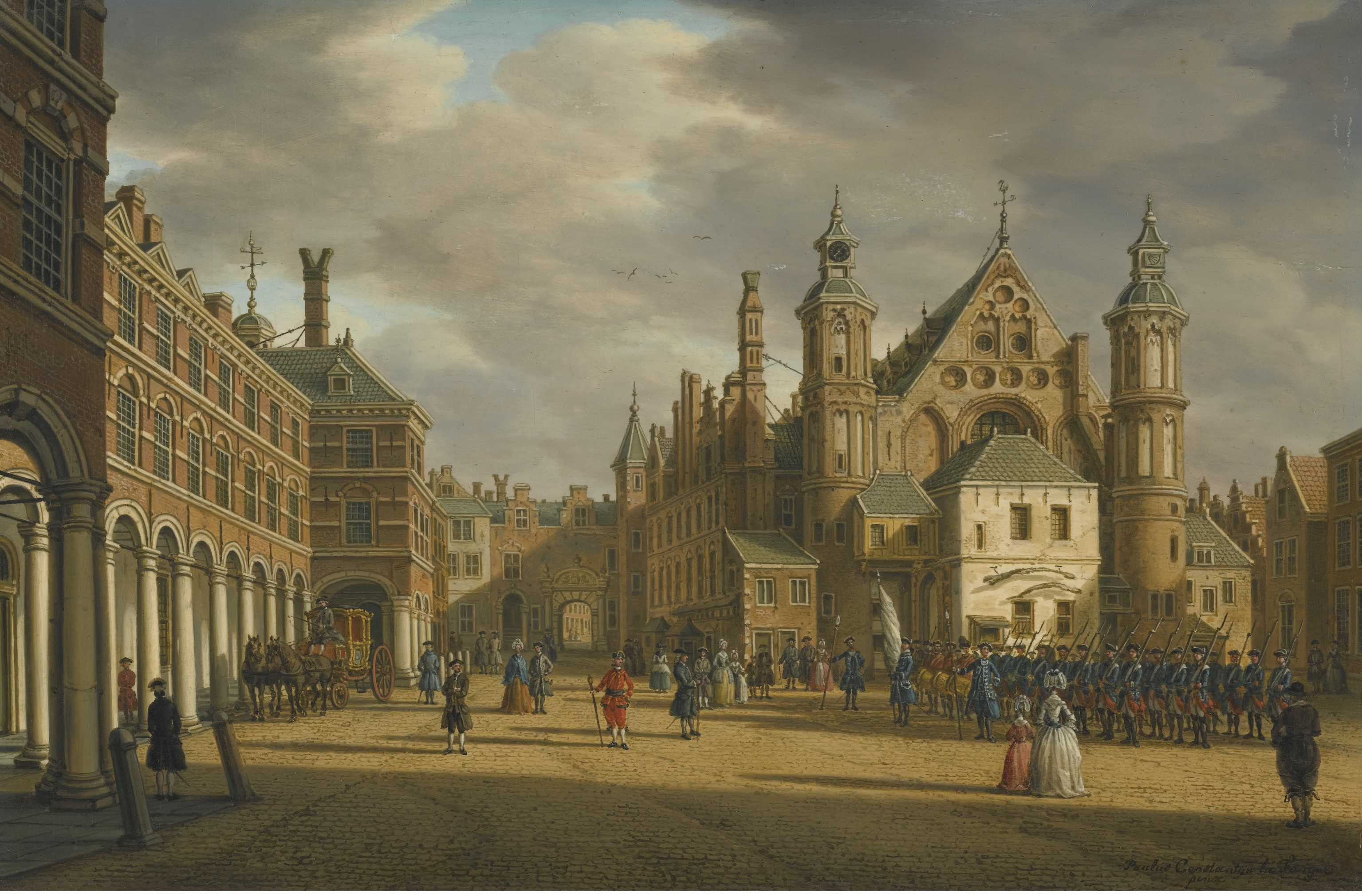
Paysage urbain de La Haye, vue sur le Binnenhof.
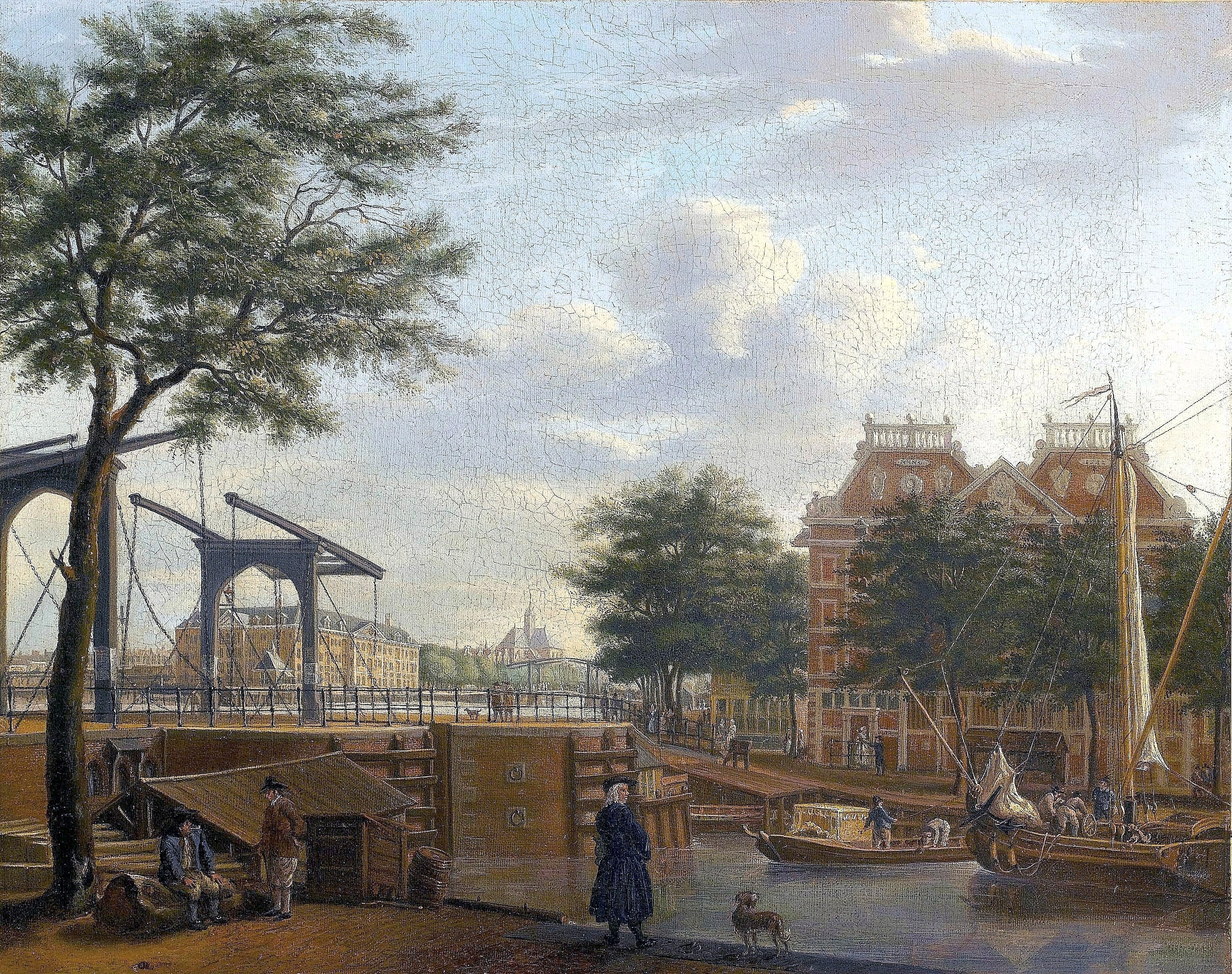
Vue d'Amsterdam avec le Scheepvaartmuseum